# Zhou Decai
Zhou Decai (Chinesisch: 周德才; Pinyin: Zhōu Décái; geboren 21. März 1965) ist ein Bürgerrechtler und Demokratieaktivist aus dem Bezirk Gushi der Provinz Henan in der Volksrepublik China. Zuerst Bauer, wurde Zhou später Geschäftsmann, der sich seit Ende der 1980er Jahre aktiv für Bürgerrechte einsetzte. Als junger Aktivist versuchte Zhou in seiner Heimatstadt einige Proteste gegen überhöhte Steuern, die den Bürgern auferlegt wurden, zu mobilisieren, wofür er mehrere Monate eingesperrt wurde. Zhou konnte erfolgreich Immobilienentwickler und lokale Behörden am Landraub hindern und bildete eine Gewerkschaft für Tabakarbeiter, die ohne Entschädigung entlassen worden waren. Nach erfolglosen Versuchen, seine Mitbürger zum Protest aufzurütteln, zog sich Zhou in die südliche Provinz Guangdong zurück und wurde als Wanderarbeiter tätig. Allerdings fuhr Zhou weiterhin damit fort, politische Essays zu schreiben, in denen er eine Mehrparteiendemokratie forderte. 2002 versuchte er auf dem Platz des Himmlischen Friedens eine Pro-Demokratie-Demonstration zu organisieren. In den letzten Jahren vor seiner Verhaftung äußerte sich Zhou immer unzufriedener über die Obrigkeit, postete Videos von Funktionären, die in illegale Aktivitäten verwickelt waren, und gab Interviews, in denen er die Kommunistische Partei Chinas kritisierte.

## Kandidatur 2011
Im Jahr 2011 wollte sich Zhou als unabhängiger politischer Kandidat in der Wahl des örtlichen Nationalen Volkskongresses aufstellen lassen. Doch obwohl die Verfassung Chinas allen Bürgern über 18 Jahre das Recht zugesteht, zu wählen und für Kommunalwahlen zu kandidieren, werden diese Positionen in der Regel von Kandidaten der Kommunistischen Partei Chinas besetzt. Einzelpersonen, die versuchen, sich als unabhängige oder selbsternannte Kandidaten aufstellen zu lassen, werden manchmal mit nachteiligen Konsequenzen konfrontiert, wie beispielsweise Gefängnisstrafen. Laut Radio Free Asia erklärten chinesische Behörden, dass es „keine solche Sache“ wie unabhängige politische Kandidaten gebe. Nichtsdestotrotz ist Zhou einer der anwachsenden Zahl von Basisrechtsaktivisten, die sich bei Kommunalwahlen als unabhängige Kandidaten aufstellen und wählen lassen. Laut Wall Street Journal verkündeten im Juni 30 Aktivisten, Gelehrte und Blogger, dass sie sich zur Wahl zum Volkskongress aufstellen lassen. Viele dieser Kandidaten haben durch ihre Blogs eine große Gefolgschaft, wie beispielsweise Li Chengpeng mit über 7 Millionen.
Der Leiter des World and China Institute Li Fan, eine private in Peking ansässige Gruppe zur Überwachung von Wahlen, sagte gegenüber Reuters, dass es sehr viel mehr Personen gebe, die sich selbst zur Wahl stellen als früher. „Dafür gibt es zwei Gründe“, so Li, „die sozialen Missstände sind schlimmer geworden, weshalb die Leute Kongressdelegierte werden wollen, um ihre Rechte durchzusetzen. Zweitens kommt die Rolle des Social Media hinzu. Blogs spielen dabei eine große Rolle.“ Unabhängige Kandidaten berichteten dieses Jahr, dass ihnen Schwierigkeiten gemacht werde, sich formell aufzustellen, unter anderem durch Belästigungen durch die Polizei, bürokratische Sabotagen und Einschüchterungen von Wählern, die die Kandidaten wählen wollen.

## Verhaftung und Verurteilung
Zhou Decai wurde am 28. Februar 2012 von den Behörden der Provinz Henan festgenommen und offiziell am 10. März mit der Begründung angeklagt, „eine Menge versammelt zu haben, um die soziale Ordnung zu stören“. Die in den USA ansässige Congressional Executive Commission on China bezeichnet Zhou als politischen Gefangenen. Vor seiner Verhaftung wollte Zhou nach Peking reisen, um an einem Seminar über Arbeitsrechte teilzunehmen. Während er im Untersuchungsgefängnis in Gushi eingesperrt war, trat Zhou in einen Hungerstreik. Im Juni fand eine nicht öffentliche Anhörung statt und am 3. September 2012 wurde Zhou vom Volksgericht des Landkreises Gushi zu fünf Jahren Gefängnis verurteilt. Seine Frau Liu Baoqin wurde Berichten zufolge von der Teilnahme an der Gerichtsverhandlung ausgeschlossen und später von unbekannten Männern geschlagen. Liu erzählte Radio Free Asia gegenüber, dass sie davon ausgehe, dass das Urteil ihres Mannes eine Vergeltungsmaßnahme sei, da ihr Mann sich für Landwirte eingesetzt hatte, deren Land für die Entwicklung von Projekten beschlagnahmt worden war.